# Infrafungus micropus
Infrafungus micropus är en svampart som först beskrevs av Pier Andrea Saccardo, och fick sitt nu gällande namn av Raffaele Ciferri 1951. Infrafungus micropus ingår i släktet Infrafungus, divisionen sporsäcksvampar och riket svampar.   Inga underarter finns listade i Catalogue of Life.